# 程裕东
程裕东（1961年12月—），男，汉族，江苏滨海人，中华人民共和国学者、政治人物，教授，工学博士。现任上海市人大常委会委员、民建上海市委副主委。
第13任上海海洋大学校长，任期2013年12月-2021年3月。

## 生平
1984年上海水产学院制冷工艺专业本科毕业。1994年3月日本东京水产大学食品工学硕士研究生毕业。1997年3月日本东京水产大学食品工学博士研究生毕业。
1984年8月参加工作，1999年1月加入中国民主建国会。
2013年12月起任上海海洋大学校长。2018年1月，当选第十三届全国政协委员。